# ألت أورغل
ألت أورغل هي دائرة إدارية تقع في منطقة كتالونيا شمال شرق إسبانيا. وهي تشبه تمثيلاً حديثاً لمنطقة كونتية أورغل التاريخية (وجدت من عام 798 إلى 1413)، حيث كانت فيما مضى مقر كونتات أورغل.

## قائمة القرى
فيما يلي قائمة قرى دائرة ألت أورغل مع عدد سكانها حسب إحصاء عام 2005:
- آلاس آي سيريك - 406 نسمة.
- أريسغويل - 92 نسمة.
- باسيلا - 261 نسمة.
- كابو - 108 نسمة.
- كافا - 60 نسمة.
- كول دي نارغو - 600 نسمة.
- إستاماريو - 119 نسمة.
- فيغولس آي ألينيا - 273 نسمة.
- جوسا آي تويكسن - 170 نسمة.
- مونتفيرير آي كاستيلبو - 856 نسمة.
- أوليانا - 1,932 نسمة.
- أورغانيا - 960 نسمة.
- بيرامولا - 373 نسمة.
- إل بونت دي بار - 158 نسمة.
- ريبيرا دي أورغليت - 935 نسمة.
- لا سيو دي أورغل - 12,317 نسمة، مقر أسقفية أورغل.
- ليس فولس دي أغويلار - 315 نسمة.
- ليس فول دي فاليرا - 810 نسمة.
- لا فانسا آي فورنولس - 191 نسمة.